# القط بادلز
بادلز (2016-7 نوفمبر 2017) قطة بلون برتقالي وابيض متعددة الأصابع،  مملوكة لرئيسة الوزراء النيوزيلندية جاسيندا أرديرن وشريكها كلارك جيفورد. كانت بادلز قطة منقذة، تبنتها أرديرن من الجمعية الملكية النيوزيلندية لمنع القسوة على الحيوانات. أصبحت مشهورة باسم «القطة الأولى» بعد أن تولت أرديرن منصبها، وتم أنشاء حساب تويتر باسمها. صرحت أرديرن إنها لا تعرف من أنشأ الحساب. عندما اتصل الرئيس الأمريكي دونالد ترامب هاتفياً بأرديرن لتهنئتها على توليها رئاسة الوزراء في أكتوبر 2017، قاطع بادلز المحادثة.
تم دهس بادلز بواسطة سيارة في ضاحية بوينت شوفالييه بأوكلاند في 7 نوفمبر 2017.

## أنظر أيضا
- قائمة القطط الفردية